# Tunel Vereina
Tunel Vereina (německy Vereinatunnel) je železniční tunel v kantonu Graubünden ve východní části Švýcarska pod Rhétskými Alpami, spojující údolí Prättigau a Engadin. Tunel je součástí takzvané trati Vereina, která byla za tímto účelem nově postavena v 90. letech 20. století, celkem měří 22,54 km a spojuje stanice Klosters (na trati Landquart – Davos) a Sagliains (na trati Pontresina – Scuol). Provozní délka tunelu činí 19,042 km a díky použití rozchodu kolejí 1 000 mm je tak nejdelším úzkorozchodným železničním tunelem na světě. Provozovatelem tunelu je Rhétská dráha. 

## Vznik

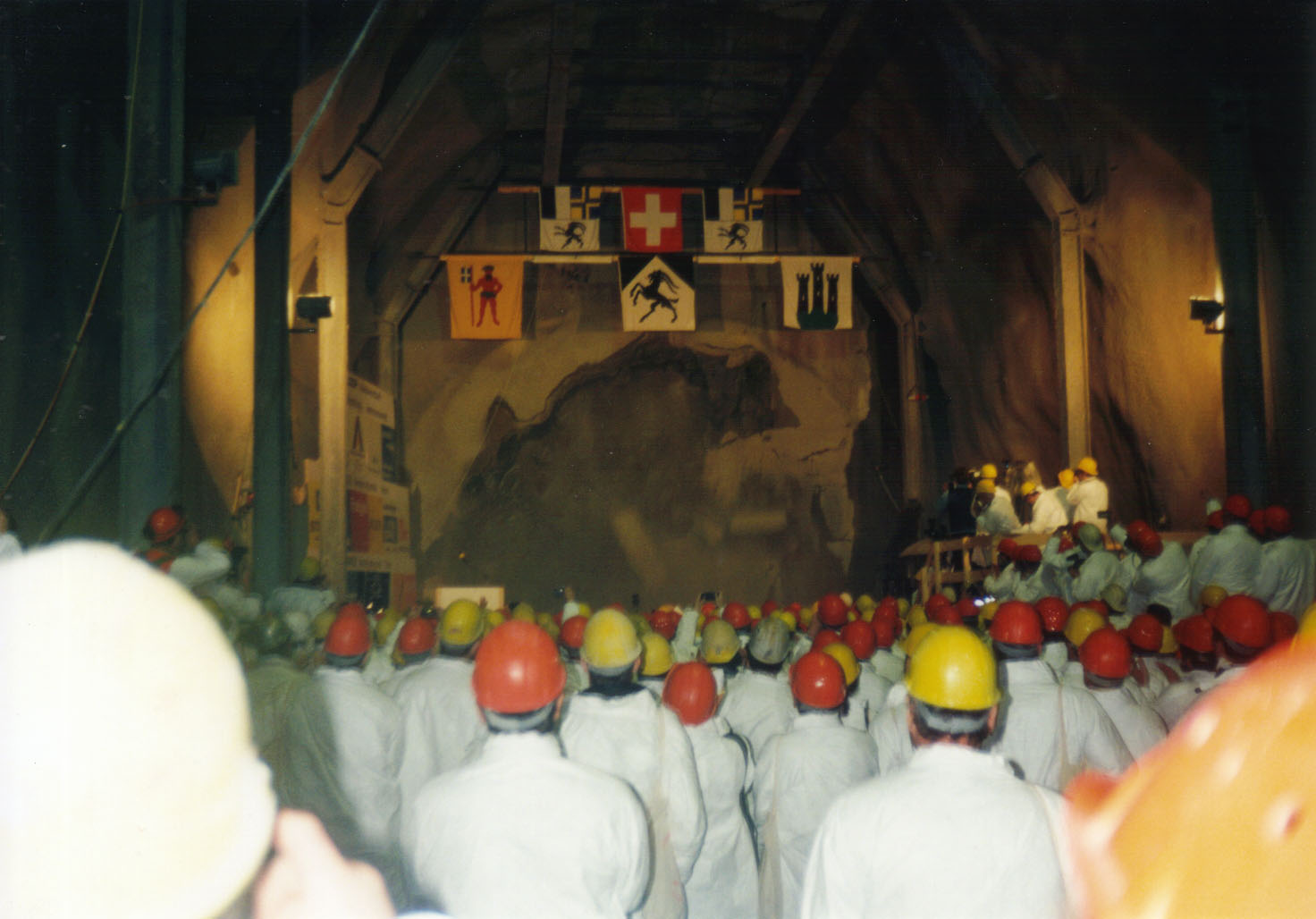
Průraz tunelu 26. května 1997

Švýcarské údolí Engadin je od zbytku země odděleno vysokým pohořím Rhétských Alp. Jediné silniční spojení přes toto pohoří vede z Davosu, přes 2 383 metrů vysoký průsmyk Flüela, který je však až 5 měsíců v roce uzavřen z důvodu nesjízdností tamní silnice a rizika lavin. V zimním období bylo tak údolí dopravně zcela odříznuto a jediná sjízdná cesta po silnici vedla přes Rakousko a údolím Oberinntal. Od poloviny 20. století bylo několikrát zvažováno rozšíření a výrazné zmodernizování cesty přes průsmyk Flüela tak, aby byla bezpečně sjízdná celoročně, což však narazilo zejména na nepříznivé směrové i sklonové podmínky, jakožto i nutné výrazné zásahy do okolní krajiny, s čímž mnoho obyvatel a ochránců přírody nesouhlasilo. První projekt stavby železničního tunelu pod masivem hory Piz Linard se objevil v roce 1975. V roce 1985 byla v kantonálním referendu odhlasována stavba tohoto tunelu, který nejen měl sloužit klasickým osobním a nákladním vlakům, ale také vlakům pro kyvadlovou přepravu aut mezi oběma údolími.

## Stavba a uvedení do provozu
Po dalších průtazích a dokončení plánování byla stavba tunelu zahájena v roce 1991. Od severu byl tunel budován metodou ražení, od jihu naopak trháním. Díky příznivému složení horniny došlo k průrazu tunelu 26. května 1997, výrazně dříve, než se původně předpokládalo. Po nezbytných dokončovacích pracích byl tunel za účasti švýcarského ministra dopravy Moritze Leuenbergera slavnostně otevřen dne 19. listopadu 1999 a o tři dny později v něm byl zahájen pravidelný provoz. Celkem stála stavba tunelu 670 milionů švýcarských franků.

## Popis tunelu

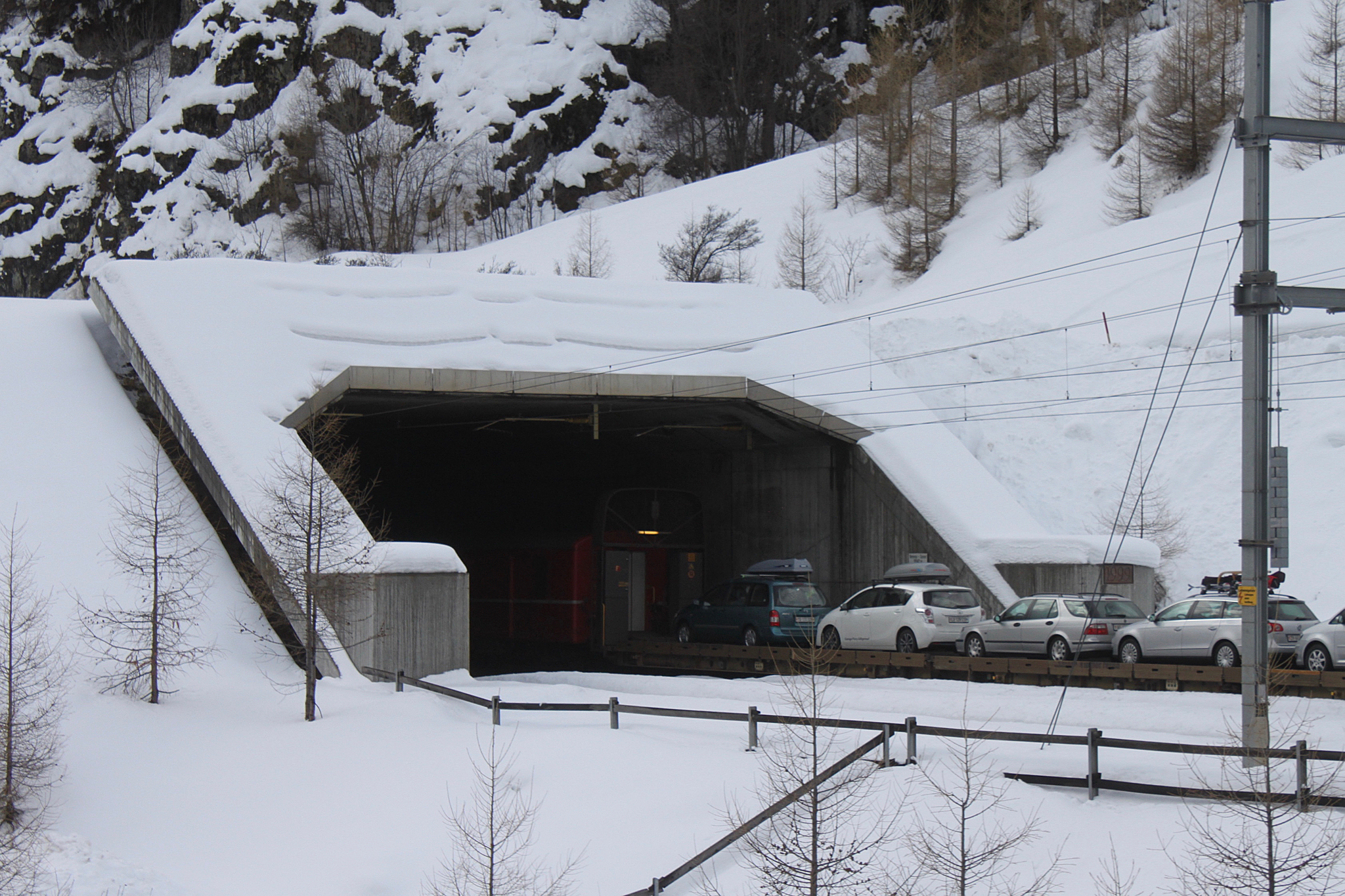
Portál tunelu u stanice Sagliains

Tunel začíná ve zcela nově vybudované stanici Selfranga, nacházející se ve stejnojmenné místní části obce Klosters na jihovýchodním konci údolí Prättigau. S původní stanicí Klosters ji spojuje další tunel Zugwald o délce 2 172 metrů. Ve stanici Selfranga vznikl také terminál autovlaků, umožňující nakládku i vykládku vozidel, avšak běžné osobní vlaky touto stanicí pouze projíždí.
V km 18,759 tunelu, těsně před jeho jižním (engadinským) portálem, se na odbočce Sasslatsch Nord tunel rozděluje na dvě větve, umožňující přímou jízdu vlaku buď do Svatého Mořice, anebo do Scuolu. Na větvi směrem do Scuolu je pak vybudována stanice Sagliains s druhým autovlakovým terminálem a zastávkou pro osobní vlaky, umožňující přestup mezi vlaky jedoucími směrem do horního i dolního Engadinu.
Celý tunel je jednokolejný (stejně jako zbytek trati), avšak jsou v něm vybudovány dvě dlouhé výhybny (Vereina Nord a Vereina Süd), umožňující plynulé křižování vlaků opačného směru bez nutnosti zastavení. V tunelu je v celé délce povolena nejvyšší rychlost 100 km/h a při této rychlosti jím vlak projede přibližně za 17 minut.

## Provoz

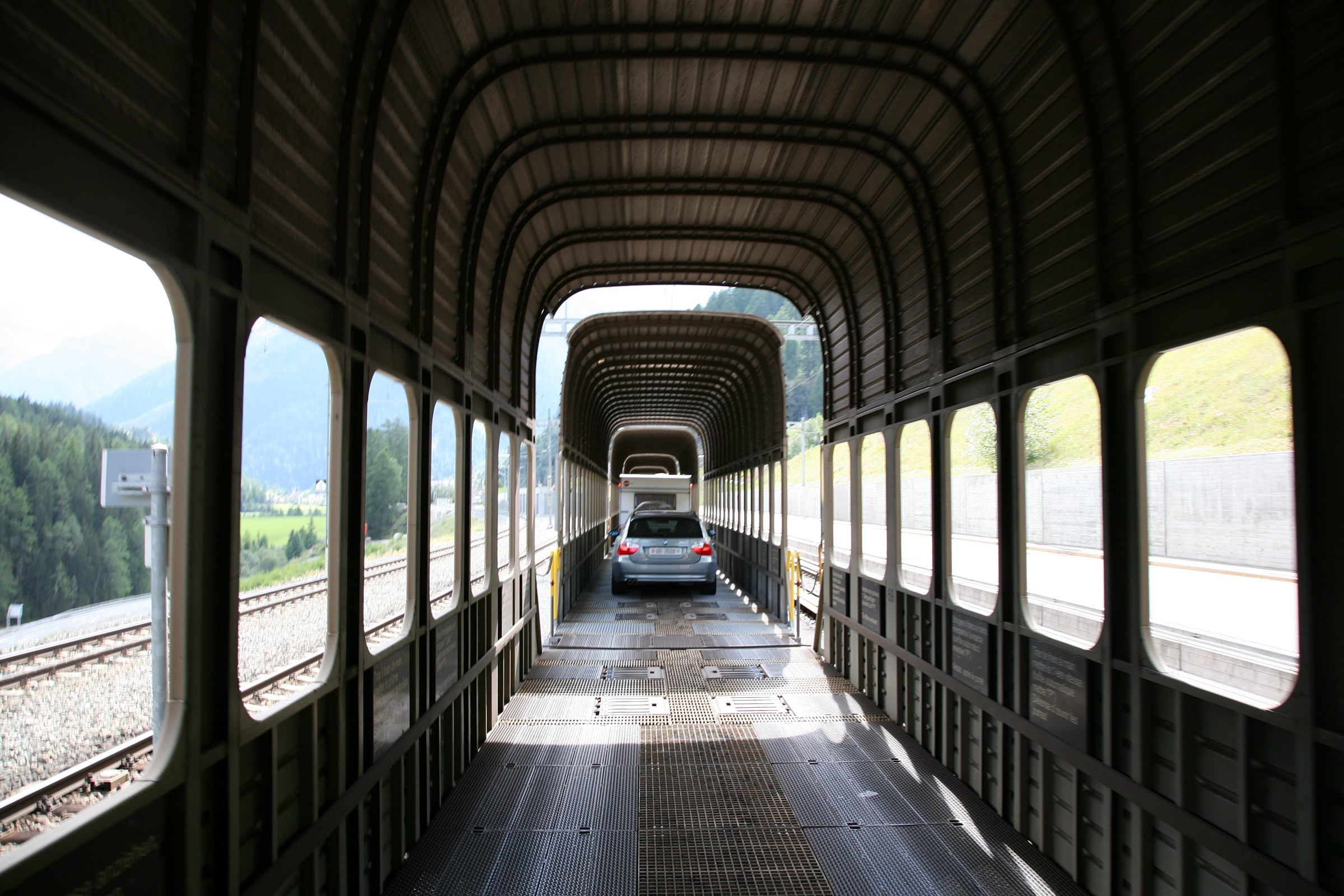
Pohled do vozu autovlaku Vereina

Tunel slouží denně všem druhům vlaků – osobním (jedoucím v pravidelném taktu každou hodinu mezi Landquartem a Scuolem, a každé dvě hodiny navíc i mezi Landquartem a Svatým Mořicem) i nákladním, a zejména kyvadlovým vlakům na přepravu aut. Ty jezdí celoročně v pravidelném intervalu 30 minut a to od 5:30 h až do 21:00 h (v létě), resp. 23:30 h (v zimě). Zejména v zimním období, kdy je silnice přes průsmyk Flüela uzavřena, je autovlak jediným spojením Engadinu se zbytkem Švýcarska (s výjimkou druhé železniční trati Albula mezi Churem a Svatým Mořicem, která však přepravu aut nenabízí). Jízdní doba autovlaku mezi oběma terminály činí 20 minut. Již v prvním roce provozu bylo tunelem přepraveno na 280 000 vozidel; v roce 2019 to bylo již 480 000 vozidel. Autovlaky jsou dopravovány lokomotivami řady Ge 4/4III s řídicími vozy.